# Stenothocheres sarsi
Stenothocheres sarsi är en kräftdjursart som beskrevs av Hansen 1897. Stenothocheres sarsi ingår i släktet Stenothocheres, och familjen Nicothoidae. Arten har ej påträffats i Sverige.